# 564808 Pallai
564808 Pallai è un asteroide della fascia principale. Scoperto nel 2011, presenta un'orbita caratterizzata da un semiasse maggiore pari a 3,0175530 au e da un'eccentricità di 0,1100482, inclinata di 8,58708° rispetto all'eclittica.